# دانشگاه وودبری
دانشگاه وودبری (انگلیسی: Woodbury University) دانشگاه خصوصی آمریکایی است، که در سال ۱۸۸۴ تأسیس شد.